# سیندی هاید-اسمیت
سیندی هاید-اسمیت (انگلیسی: Cindy Hyde-Smith؛ زادهٔ ۱۰ مهٔ ۱۹۵۹) سیاستمدار آمریکایی است که از سال ۲۰۱۲ کمیسیونر کشاورزی و بازرگانی میسیسیپی بوده‌است. او که تا ۲۰۱۰ عضو حزب دموکرات بود و از آن زمان عضو حزب جمهوری‌خواه (ایالات متحده آمریکا) نخستین زن عهده‌دار این مقام است. او پیشتر سه دوره عضو سنای ایالتی میسیسیپی بود.
فرماندار فیل براینت در ۲۱ مارس ۲۰۱۸ اعلام کرد هاید اسمیت را به عنوان سناتور ایالات متحده برای کرسی خالی شده تد کاکران منصوب می‌کند. او نخستین زن نماینده کنگره از میسیسیپی خواهد بود.